# Roca del Migdia (Tivissa)
La Roca del Migdia és una muntanya de 688 metres que es troba al municipi de Tivissa, a la comarca catalana de la Ribera d'Ebre.